# Línea de alta velocidad Turín-Milán
La LAV Turín-Milán (Ferrovia ad alta velocità Torino-Milano en italiano) es una línea de alta velocidad de la red de ferroviaria italiana.

## Características
La línea forma parte del Corredor número 5 (Lisboa-Kiev) de la Red Transeuropea de Transportes.
El largo total es de 125 km (98 en la Región de Piamonte y 27 en la Región de Lombardía). El terreno sobre el que se construye la línea es básicamente llanura, por lo cual aproximadamente el 80% es a nivel del terreno, el 15% en trinchera o viaducto y el 5% en túnel.
Entre las estructuras más importantes se destacan el viaducto de Santhià (3,8 km) y el túnel de Pregnana Milanese (600 m).
La línea de alta velocidad tiene un total de cinco interconexiones con la línea clásica Turín-Milano (dos terminales en Torino Stura y Milano Certosa y tres intermedias) con un largo total aproximadamente 15 km.

## Historia
La construcción se inició en el año 2002. El tramo de 85 km entre Turín y Novara fue inaugurado el 10 de febrero de 2006, en ocasión de los Juegos Olímpicos de Turín 2006. El tramo de 40 km restante entre Novara y Milán fue abierto al tráfico comercial el 13 de diciembre de 2009 con el inicio del horario de invierno de Trenitalia.

## Fechas claves

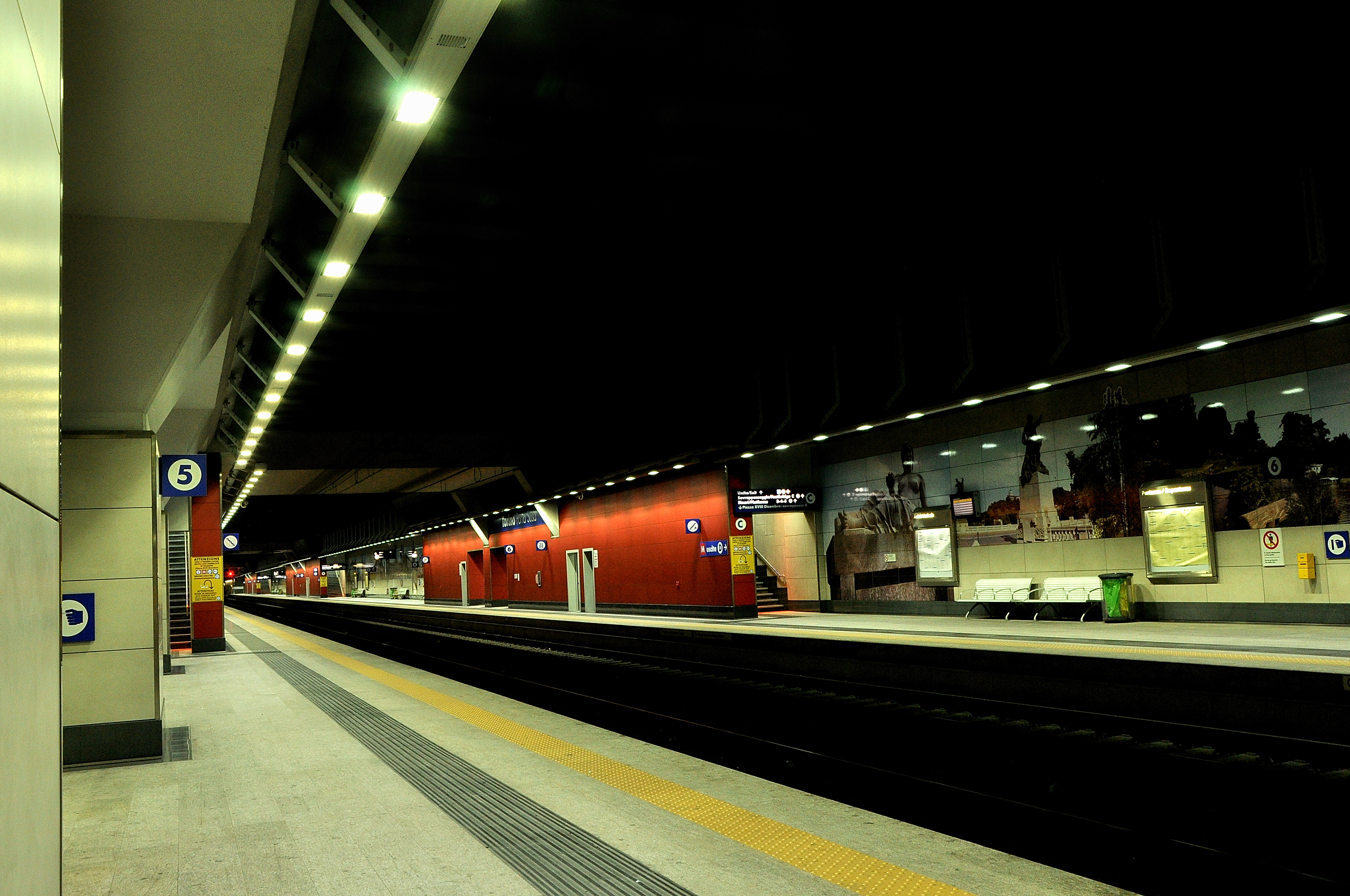
Nueva estación de Turín Puerta Susa (Porta Susa)

Fechas más importantes hasta el inicio de la construcción de la LAV.
- En junio de 1995 se presentó a los municipios afectados la Variante de Rho para la definición de ingreso en Milán.
- En enero de 1996, en la provincia de Turín, se completó la definición del corredor de salida de la LAV Turín-Lyon.
- El 20 de marzo de 1997 se celebró la segunda reunión de la Conferencia de Servicios sobre el proyecto ejecutivo elaborado por el Consorcio CavToMi en octubre de 1996.
- Al verificar el proyecto el parlamento señaló la necesidad de modificar la LAV con la inclusión de una interconxión en Santhià (Vercellese oeste) y una segunda interconexión en Novara.
- El 8 de marzo de 1999 se publicó el Estudio de Impacto Ambiental para la interconexión de Novara oeste, la interconexión de Novara este, la interconexión de Vercellese oeste y la Variante de Rho.
- Sobre la base de la información contenida en la resolución final de la Verificación Parlamentaria, 28 de septiembre y el 8 de noviembre de 1999 se realizaron la tercera y cuarta reuníón de la Conferencia de Servicios durante las cuales se realizó el primer acto formal de aprobación del proyecto por parte de los municipios de las provincia de Turín y Vercelli involucrados y se reiniciaron las discusiones con los municipios de Lombardía interrumpidas desde 1996.
- El 22 de diciembre de 2000 TAV (antecesor de RFI) y FIAT-CavToMi (contratista general de la LAV Turín-Milán) firmaron un acuerdo puente regulando las actividades a realizar hasta el momento de la firma del contrato definitivo. El acuerdo tiene por objeto acelerar los trabajos de la nueva línea para permitir la entrada en servicio a partir de los Juegos Olímpicos de Invierno de 2006.
- El 14 de febrero de 2002 TAV y FIAT-CavToMi firmaron el contrato definitivo para la construcción del tramo Turín-Novara incluyendo las interconexiones de Vecellese oeste, Novara este y Novara oeste.
- El 21 de julio de 2004 fue firmado el contrato definitivo para la construcción - por el consorcio CavToMi - de los últimos 38 km de la LAV (Novara-Milán).

## Véase también

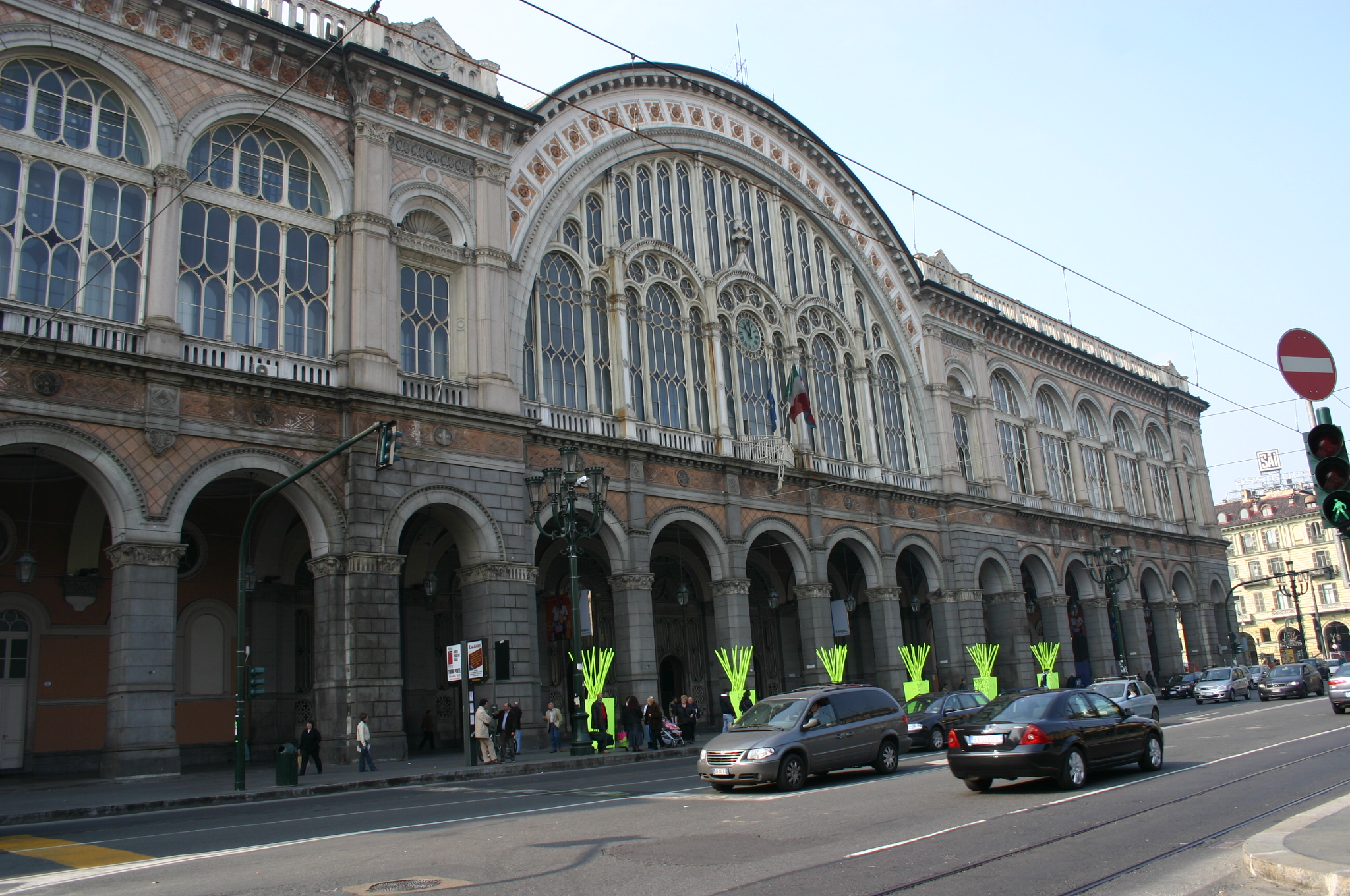
Frente de la estación Torino-Puerta Nueva (Torino-Porta Nuova en italiano).